# Riu Arna
El riu Arna és un curs fluvial de l'Índia, afluent del riu Aran, a l'estat de Maharashtra. La seva longitud entre el naixement i quan desaigua al riu Aran és de 103 kilòmetres.
El riu forma una vall l'amplada de la qual varia entre 13 i 16 kilòmetres.